# 威廉斯敦 (新澤西州)
威廉斯敦（英語：Williamstown）是位於美國新澤西州格洛斯特縣的普查規定居民點。

## 人口
根據2020年美國人口普查的數據，威廉斯敦的面積為19.23平方千米，當中陸地面積為19.22平方千米，而水域面積為0.01平方千米。當地共有人口15082人，而人口密度為每平方千米784.3人。